# クレイグ・ロバーツ
クレイグ・ロバーツ（Craig Roberts,  1991年1月21日 - ）は、ウェールズ出身の俳優・元子役である。

## 来歴
1991年、ウェールズのニューポートに生まれる。その後はケアフィリなどの地域で育ち、同地域の大学へ進学した。子役としてキャリアをスタートさせ、2000年にイギリスのテレビ映画『Care』でデビュー。しばらくはイギリスを中心にテレビドラマやテレビ映画でキャリアを重ね、2010年に青春映画『サブマリン』で初主演を飾る。同作での演技は高く評価され、翌2011年には、『ジェーン・エア』で、ミア・ワシコウスカ、ジェイミー・ベルらとも共演。2012年には、ティム・バートンが監督を務めたロック・バンド、ザ・キラーズのミュージック・ビデオでも主演を務め、ウィノナ・ライダーと共演した。
近年からは活動の場をアメリカへ移し、2014年に出演したセス・ローゲン、ザック・エフロン主演の『ネイバーズ』では、ローゲン演じる若夫婦の隣に引っ越してくる男子大学生グループの一人を演じた。コメディ映画への出演も多く、ジョナ・ヒルとチャニング・テイタム主演の『22ジャンプストリート』などへも顔を見せている。

## 出演作品

### 映画
- Care (2010) ※テレビ映画
- Little Pudding (2003)
- Kiddo (2005)
- サブマリン Submarine (2010)
- ジェーン・エア Jane Eyre (2011)
- レッド・ライト Red Lights (2012)
- ファースト・タイム 素敵な恋の始め方 The First Time (2012)
- Comes a Bright Day (2012)
- 嗤う分身 The Double (2013)
- プリマチュア Premature (2014)
- ネイバーズ Neighbors (2014)
- 22ジャンプストリート 22 Jump Street (2014)
- Jolene: The Indie Folk Star Movie (2014)
- Just Jim (2015)
- マッド・ドライヴ Kill Your Friends (2015)
- 思いやりのススメ The Fundamentals of Caring (2016)

### テレビドラマ
- The Story of Tracy Beaker (2005 - 2006)
- Casualty (2005, 2008)
- Young Dracula (2006 - 2008)
- Becoming Human (2011)
- スキンズ Skins (2013)
- Red Oaks (2014, 2015)

### ミュージック・ビデオ
- The Killers: Here with Me (2012) （監督 - ティム・バートン）